# Удаваний хворий
«Удаваний хворий» — комедія-балет на три дії французького письменника Мольєра та французького композитора Марка Антуана Шарпантьє, написана в 1673 році. Вперше представлена 10 лютого 1673 року в театрі Пале-Рояль. Четверта вистава «Уявного хворого» 17 лютого стала для Мольєра, який грав роль Аргана, останньою, — увечері після спектаклю він помер.

## Дійові особи
- Арган, удаваний хворий
- Білина, друга дружина Аргана
- Руслана, дочка Аргана, кохана Клеанта
- Луїзон, дочка Аргана, сестра Анжеліки
- Беральд, брат Аргана
- Клеант, коханий Анжеліки
- Пан Диафуарус, лікар
- Томас Диафуарус, його син, наречений Анжеліки
- Пан Пургон, домашній лікар Аргана
- Пан Флеран, аптекар
- Пан ДеБоннфуа, нотаріус
- Туанетта, служниця

### Дійові особи прологу
- Флора
- Два танцюючих зефіри
- Клімен
- Дафна
- Тирсис, коханий Клімени
- Дорілас, коханий Дафни
- Пастухи і пастушки, що супроводжують Тирсиса
- Пастухи і пастушки, що супроводжують Дориласа
- Пан
- Фавни, танцюючі

### Дійові особи Першої інтермедії
- Полішинель
- Стара
- Стрілки
- Стражники

### Дійові особи Другій інтермедії
- Маври і мавританки

### Дійові особи Третьої інтермедії
- Шість аптекарів
- Вісім аптекарських учнів
- Двадцять два лікаря
- Вісім танцюючих і два співаючих хірурга

## В інших видах мистецтв
- У 1980 р. по п'єсі поставлено фільм «Уявний хворий»
- У 1961 р. за п'єсою в Будапешті поставлений однойменний зингшпіль